# L'Œuvre (jornal)
L'Œuvre (A obra) é um periódico francês da primeira metade do século XX. Originalmente comprometido com a esquerda, o jornal passou para a colaboração durante a Ocupação alemã, o que levou ao seu fim. O jornal afirmava-se como socialista e anticlerical, mas junta-se ao nacionalismo integral defendido por Charles Maurras e Action Française. Pode ser definido como um periódico nacionalista e antissemita de tendências republicanas e socialistas.

## Primórdios do jornal
L'Œuvre foi lançado ("sem um centavo de capital" e sem publicidade) em 13 de maio de 1904 por Gustave Téry, ex-editor do Journal e Le Matin: primeiro mensal, este periódico tornou-se semanal (1910), depois diário (1915). Seu principal colaborador foi o panfletário Urbain Gohier. Téry e Gohier sempre demonstraram um antissemitismo virulento; por exemplo, em 4 de janeiro de 1911, L'Œuvre, que na época poderia ser definido como um "semanário nacionalista com uma tendência republicana e vagamente socialista" e "que diz em voz alta o que todos pensam em voz baixa", publica um dossiê , “Judeus no Teatro”.
Seu lema ("Os tolos não leem o L'Œuvre") , suas manchetes cativantes e a forte personalidade de seus jornalistas o tornaram um sucesso durante o período entreguerras. O L'Œuvre viu sua circulação aumentar de 55.000 exemplares em 1915 para 274.000 em 1939. Gustave Tery morreu em junho de 1928 e foi substituído por Henri Raud.

## Arquivos
Arquivos do jornal L'Œuvre são mantidos no Arquivo Nacional, sob o símbolo 3AR: Inventário de fundos.